# A. J. Burnett

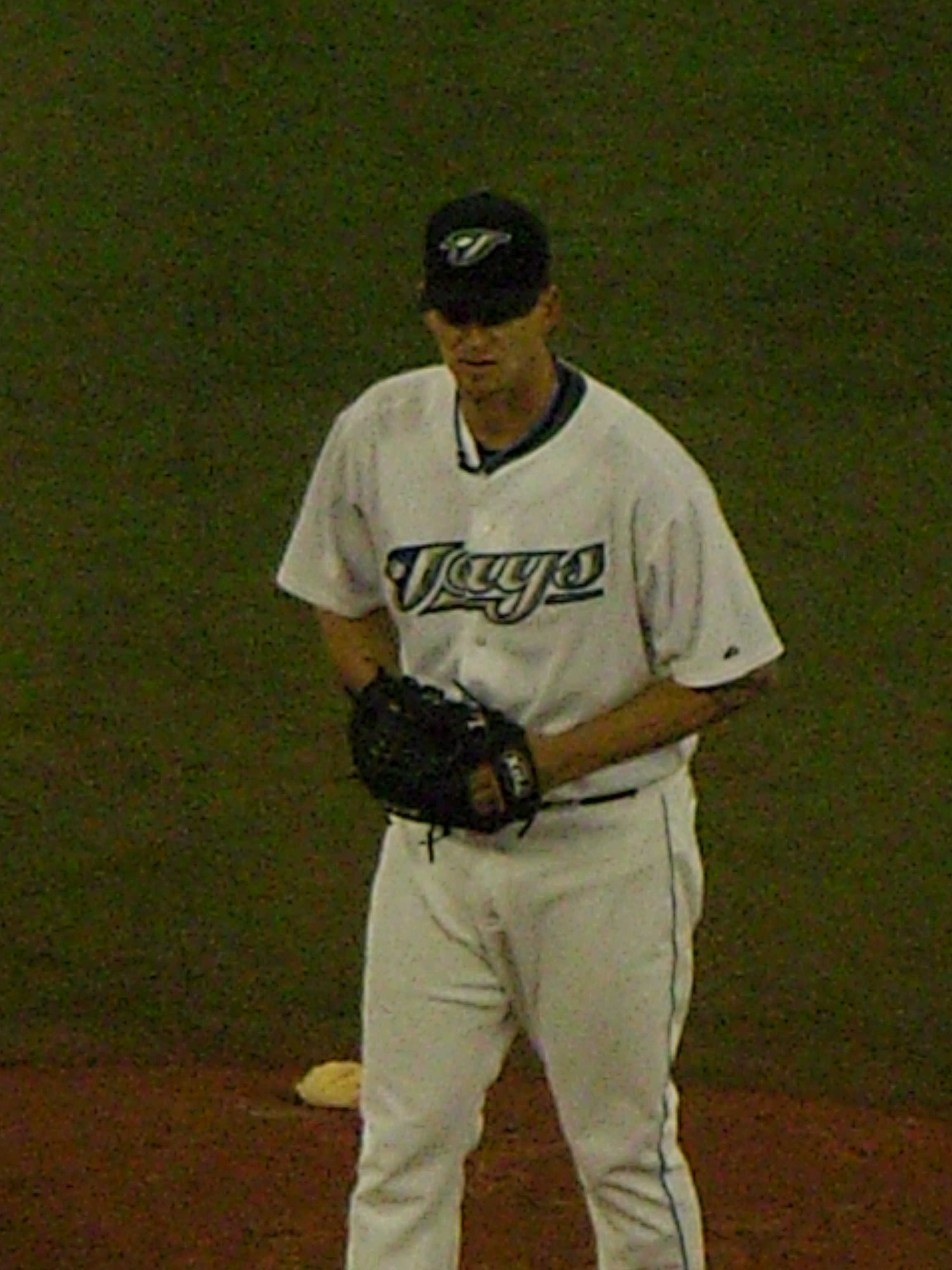
A.J. Burnett en 2008 con los Toronto Blue Jays.

Allan James Burnett (North Little Rock, Arkansas, 3 de enero de 1977) es un ex lanzador abridor derecho de las Grandes Ligas de Béisbol.

## Carrera profesional
Burnett fue contratado para iniciar su formación en las ligas menores en 1995 por los Mets de Nueva York y fue cambiado a los Florida Marlins al terminar la temporada 1997, cuando ese equipo fue desmantelado luego de ganar la Serie Mundial de 1997. Hizo su debut con los Marlins en 1999, jugó parte de la temporada 1999 y 2000 y pasó a ser miembro regular del equipo en 2001, año en el que obtuvo récord de 11 ganados y 12 perdidos con efectividad de 4,05. El 12 de mayo de 2001, Burnett lanzó un juego sin hits, pero embasó a nueve bateadores, hecho bastante inusual. Su mejor temporada fue la de 2002, logrando un récord de 12 ganados y 9 perdidos con efectividad de 3,30 y 203 ponches.
Durante 2003 solo inició cuatro partidos debido al período de recuperación de una operación. Debido a ello no participó en la Serie Mundial de 2003. Regresó en junio de 2004 iniciando 19 partidos y terminando con 7 ganados y 6 perdidos con efectividad de 3,68. 
Al terminar la temporada 2005 Burnett se convirtió en agente libre. En la temporada muerta firmó un contrato de 28.6 por 3 años con los Toronto Blue Jays.
En la temporada muerta de 2009 firmó un nuevo contrato pero esta vez con los New York Yankees.
El 18 de febrero de 2012 fue transferido a los Pittsburgh Pirates a cambio de dos jugadores de ligas menores. En sus dos campañas con el club registró marca de 26-21 con promedio de carreras limpias de 3.41 en 61 aperturas.
El 16 de febrero de 2014 firmó un contrato con los Philadelphia Phillies que le garantizaba al serpentinero 15 millones de dólares en el 2014 y 22.5 millones en dos temporadas. Encabezó la Liga Nacional con 34 aperturas ese año en las cuales sumó 213 2⁄3 entradas de labor.
El 14 de noviembre de 2014 regresó a los Pirates con un contrato de un año.

### Momentos culminantes
- Mayor número de blanqueadas (5) en la Liga Nacional en 2002.
- Juego sin hits contra los San Diego Padres (en el campo Jack Murphy Stadium, el 12 de mayo de 2001).

## Estilo de lanzar
Burnett lanza diferentes tipos de bola rápida y también una curva de nudillos. Su bola rápida generalmente viaja a 100 mph por lo que resulta ser uno de los abridores más difíciles para batearle.

## Estadísticas
- 1999: 7 juegos, 3.48 de efectividad, 33 ponches.
- 2000: 13 juegos, 4.79 de efectividad, 57 ponches.
- 2001: 27 juegos, 4.05 de efectividad, 128 ponches.
- 2002: 31 juegos, 3.30 de efectividad, 203 ponches.
- 2003: 4 juegos, 4.70 de efectividad, 21 ponches.
- 2004: 20 juegos, 3.68 de efectividad, 113 ponches.
- 2005: 32 juegos, 3.44 de efectividad, 198 ponches.
- 2006: 21 juegos, 3.98 de efectividad, 118 ponches.
- 2007: 25 juegos, 3.75 de efectividad, 176 ponches.
- 2008: 35 juegos, 4.07 de efectividad, 231 ponches.
- 2009: 33 juegos, 4.04 de efectividad, 195 ponches.
- 2010: 33 juegos, 5.26 de efectividad, 145 ponches.
- 2011: 33 juegos, 5.15 de efectividad, 173 ponches.
- 2012: 31 juegos, 3.51 de efectividad, 180 ponches.
- 2013: 30 juegos, 3.30 de efectividad, 209 ponches.
- 2014: 34 juegos, 4.59 de efectividad, 190 ponches.
- 2015: 26 juegos, 3.18 de efectividad, 143 ponches.

## Vida personal
Burnett toca música con una banda llamada los Mad Ink junto con su compañero de equipo Tim Spooneybarger (en recuperación luego de una cirugía similar a la de Burnett). En nombre del grupo fue escogido debido a los múltiples tatuajes de Burnett y de Spooneybarger.